# Microstylum hobbyi
Microstylum hobbyi är en tvåvingeart som beskrevs av Stanley Willard Bromley 1947. Microstylum hobbyi ingår i släktet Microstylum och familjen rovflugor.
Artens utbredningsområde är Lesotho. Inga underarter finns listade i Catalogue of Life.